# Sarcophage de la Thomassière
Le sarcophage de la Thomassière est une sépulture située sur le territoire de la commune de Lonlay-l'Abbaye, en France.

## Localisation
Le sarcophage est situé dans le département de l'Orne, au lieu-dit la Thomassière, à 2 km à l'est du bourg de Lonlay-l'Abbaye.

## Historique
Sarcophage en granit au lieu-dit la Thomassière, appelé «tombeau du chef». C'est là que saint Bômer périt de mort violente sous les coups de trois seigneurs du voisinage.
Le sarcophage est classé au titre des monuments historiques depuis le 21 juillet 1933.

## Description
Sépulture du Moyen-âge, creusée dans un appointement granitique d'un mètre au-dessus du niveau du sol.